# Gonystylus lucidulus
Gonystylus lucidulus är en tibastväxtart som beskrevs av Airy Shaw. Gonystylus lucidulus ingår i släktet Gonystylus och familjen tibastväxter. Inga underarter finns listade i Catalogue of Life.